# 1342
1342 (MCCCXLII) je bilo navadno leto, ki se je po julijanskem koledarju začelo na torek.

## Dogodki
- julij - Poplave na dan Svete Marije Magdalene: katastrofalne poplave v Srednji Evropi, vključno s severno Slovenijo.[1] V največ petih dneh pade polovica letnih količin padavin. Poplave uničijo rodovitna polja v nižinah, odplavijo številna naselja ob rekah, mline in rečne mostove. V Würzburgu naj bi bil vodostaj tako visok, da se je lahko plulo čez mestno obzidje.

### Stoletna vojna
- začetek leta - Francoska vojska po porazu angleškega kandidata za bretonskega vojvodo Ivana IV. nadaljuje z osvajanjem Bretanje. Zadnje ostanke proangleškega odpora vodi soproga ujetega Ivana IV. Ivana Flandrijska, ki združi sile v Brestu, od koder vodi zadnji odpor proti Francozom. Le-ti zablokirajo mesto na kopnem, z morske strani pa jim asistirajo Genovčani.
- julij - V Brest prispejo že dolgo obljubljene angleške okrepitve, ki pa štejejo zgolj nekaj čez 1000 mož.
- 18. avgust - Bitka za Brest: angleška flota manjših utrjenih trgovskih jadrnic premaga genovske galeje, ki so v boju od blizu veliko nevarnejše. Bitka je odločena že pred bojem, saj se večina genovske posadke nahaja na kopnem, preostala posadka pa zažene paniko, požge galeje in jih zapusti. Ne da bi vedel za številčno skromno angleško okrepitev profrancoski bretonski vojvoda Karel Bloiški opusti obleganje Bresta in se odpravi na sever Bretanje.
- 30. september - Bitka pri Morlaixu: neodločen spopad med angleškimi okrepitvami iz Bresta, ki se pred francosko vojsko taktično umaknejo v gozd, kjer nima viteška konjenica nobene veljave.
- november - Francoskemu razlaščenemu plemiču v službi angleške vojske Robertu III. Artoiškemu spodleti obleganje bretonskega mesta Vannesa. V boju je ranjen, hkrati stakne grižo in nedolgo zatem umre. Tega meseca se izkrca v Brestu angleška vojska pod vodstvom kralja Edvarda III. in prične nemudoma oblegati Vannes. 1343 ↔

### Bizantinska državljanska vojna 1341-1347
- 2. marec - Samooklicani bizantinski cesar Ivan Kantakuzen poskuša zavzeti drugo največje mesto v cesarstvu Solun. Spotoma zavzame zgolj utrdbo Melnik[2] in jo v znak zavezništva podeli južnosrbskemu plemiču Hrelju Ohmućeviću[3]. Oba se nato skupaj odpravita nad Solun. ↓
- → Upor zelotov v Solunu: ti. zeloti, anti-aristokratska in ljudska politična skupina, ki ji je dovolj bizantinske politične anarhije, prevzame oblast v Solunu ter izžene vse aristokrate. Prav tako ne dovoli vstopa Kantakuzenovi vojski. Zeloti, ki niso religijska skupina, druži pa jih politično sovraštvo do bizantinske aristokracije, obdržijo oblast v Solunu do leta 1349. 
  - Tačas vodi regentska stranka triumvirov cesarice-vdove Ane Savojske, patriarha Ivana XIV. Kaleka in oligarha Alekseja Apokavka uspešno ofenzivo proti Kantakuzenovim privržencem v Trakiji. Kantakuzenova vojska se znajde v nezavidljivem položaju z zgolj 2.000 moštva in odrezana od oskrbe. ↓
- julij - Priština: Ivan Kantakunzen se sreča s srbskim kraljem Dušanom Silnim, ki je sprva nejevoljen nad vmešavanjem v bizantinske zdrahe. Srbsko plemstvo zatem prepriča kralja o koristih tega zavezništva, v katerem bi Srbija v vsakem primeru dominirala. Dušan Silni postavi zahtevo, da mu pripade vsako mesto, ki ga zavzame, razen Soluna. Kantakuzen se strinja, čeprav seveda s figo v žepu. ↓
- → Prvo ofenzivo v Makedonijo pokvari izbruh epidemije v obeh vojskah. Kljub temu je Kantakuzen bistveno bolj prizadet, saj mu brez zaledja ostane zgolj še 500 vojakov. Dušan, ki je ločil svojo vojsko od Kantakuzenove, osvoji Edesso in več manjših mest. 1343 ↔

### Ostalo
- 29. januar - Umrlega vojvodo Bourbona[4] Ludvika I. Burbonskega nasledi sin Peter I.
- 10. februar - Prva civilna poroka: rimsko-nemški cesar Ludvik IV. Wittelsbaški civilno poroči tirolsko grofico Margareta Majnhardiner s svojim sinom, brandenburškim mejnim grofom Ludvikom, ne da bi grofica poprej po cerkvenem pravu dosegla razveljavitev zakona od prejšnjega soproga. Zadeva postane škandal brez primere in odziv papeža Benedikta XII. je temu primerno buren. 1359 ↔
- 25. april - Po smrti papeža Benedikta XII. je slaba dva tedna kasneje za novega papeža izvoljen Klemen VI., 198. papež po seznamu in 4. avignonski papež.[5]
  - Papež Klemen VI., ki je sicer bivši tajnik francoskega kralja, med prvimi ukrepi nemudoma izobči mladoporočenca tirolsko grofico in brandenburškega mejnega grofa.
- 6. junij - Pisanci osvojijo sosednjo Lucco. 1368 ↔
- 16. julij - Umrlega ogrskega kralja Karla I. nasledi najstarejši sin Ludvik I.
- 15. avgust - Umrlega sicilskega kralja Petra II. nasledi mladoletni sin Ludvik. Regentstvo prevzame njegov stric, atenski vojvoda Ivan.
- avgust - Rekonkvista: začetek obleganja Algecirasa[6], zadnje eksklave maroških Marinidov v Andaluziji. Obleganje vodi kastiljski kralj Alfonz XI.. Hude izgube v prvih mesecih obleganja, ko se vitezi seznanjajo s taktiko, nadomesti pomoč aragonskih, portugalskih in genovskih zaveznikov ter dotok vedno novih križarjev iz ostalih delov Evrope. 1343 ↔
- 19. avgust - Peking: italijanski frančiškanski misijonar in diplomat Giovanni de' Marignolli je sprejet v avdienco pri vrhovnemu kanu Togon Temurju.
- oktober - Kilikijska Armenija: kronanje ciprskega princa Gvida Lusignanskega za novega kralja Kilikijske Armenije. Novi kralj prevzame ime Konstantin II. in ostane zvest katolištvu. 1344 ↔
- 4. september - Trapezuntsko cesarstvo: probizantinska stranka s pomočjo Genovčanov in ljudskega nezadovoljstva odstrani trapezuntsko cesarico Ano Anahutlo, ki je bila marioneta v rokah trapezuntske oligarhije. Tudi sami se ne izkažejo ravno za spoštovanja vredne, saj na prestol posadijo Ivana III. Velikega Komnena, sina enodnevnega cesarja Mihaela, ki je "vladal" zgolj 30. junija 1341. Da bi obdržali vpliv nad mladim cesarjem, njegovega očeta Mihaela za vsak primer zadržijo v zaporu.
- 28. december - Po smrti beneškega doža Bartolomeja Gradeniga je za novega, 54. beneškega doža po seznamu izvoljen Andrea Dandolo.
- Firence: florentinska trgovska aristokracija povabi francoskega plemiča, grofa Brienna Valterja VI., da prevzame oblast in napravi red v mestu. Slednji to opravi tako učinkovito, da odvzame oblast še aristokraciji in postane nesporni diktator Florentinske republike. Razlog za nezavidljivo finančno situacijo v mestu je, da so florentinske banke financirale vojno angleškega kralja Edvarda III. v Franciji. 1343 ↔
- Marka Saluzzo: lombardski Viscontiji (gibelini) izženejo uzurpatorja Manfreda (gvelfa) iz omenjene marke. Manfredovi anžujski zavezniki obdržijo legitimnega markiza Tomaža II. še naprej zaprtega. 1347 ↔
- Zlata horda: kan Tinibek je dosti nepremišljen, da regentstvo zaupa svojemu bratu Džanibeku, sam pa gre v vojno s sosednjim Čagatajskim kanatom, od koder so vpadali plenilci v vzhodni del Zlate horde. Džanibek izkoristi priložnost in s pomočjo sozarotnikov umori brata Tinibeka.
- Indija: bengalski guverner Šamsudin Iljas Šah se odcepi od Delhijskega sultanata in osnuje svojo, neodvisno dinastijo muslimanskih bengalskih vladarjev Iljas.

- Toskanski slikar Pietro Lorenzetti dokonča triptih "Rojstvo Device" za Siensko katedralo. Sliko z novorojenko Marijo in njenima staršema Ano in Joahimom ter spremstvom odlikuje groba prostorska perspektiva. Delo velja za eno pomembnejših del zgodnje renesanse.
- Potovanja maroškega popotnika Ibn Batute: potem ko namerno izgubi stik z ostalo diplomatsko-trgovsko karavano v službi Delhijskega sultanata, se Ibn Batuta odloči, da bo potoval po svoje. Za kratek čas se nastani v muslimanski trgovski mestni državici Nawayath na jugu Indije. Ko postanejo politične razmere prevroče, se odpravi na Maldive, kjer se nenamenoma ponovno vključi v politiko in opravljanje sodne službe. Kratek postanek se zavleče za 9 mesecev. Dela ima veliko, saj imajo tamkajšnje ženske kljub spreobrnitvi v islam še vedno navado, da se po vsakdanjih dolžnostih odpravljajo zgoraj brez, njihovih moških pa tudi to ne moti. 1343 ↔

## Rojstva
- 17. januar - Filip Drzni, burgundski vojvoda, francoski regent († 1404)

Neznan datum
- John Trevisa, angleški prevajalec († 1402)
- Julijana iz Norwicha, angleška mistikinja, teologinja, svetnica († 1416)
- Katarina Luksemburška, češka plemikinja, avstrijska in bavarska vojovodinja, brandenburška mejna grofinja († 1395)
- protipapež Klemen VII. († 1394)
- Leon V., kralj Kilikijske Armenije iz hiše Lusignanskih († 1393)
- Toktamiš, kan Modre in Zlate horde († 1406)

## Smrti
- 29. januar - Ludvik I. Bourbonski, grof Clermont-en-Beauvaisis, grof La Marche, vojvoda Bourbona (* 1279)
- 25. april - papež Benedikt XII. (* 1280)
- 16. julij - Karel I., ogrski kralj (* 1288)
- 15. avgust - Peter II., sicilski kralj (* 1304)
- september - Ana Anahutlu, trapezuntska cesarica
- 29. november - Mihael iz Cesene, italijanski teolog, frančiškanski general (* 1270)
- 28. december - Bartolomeo Gradenigo, 53. beneški dož (* 1260)

Neznan datum
- Al-Mizzi, islamski pravnik (* 1256)
- Džaldaki Korasani, perzijski alkimist
- Katarina Vilioni, Italijanka iz trgovske družine v Yangzhouju, Kitajska
- Marsilij iz Padove, italijanski filozof (* 1275)
- Matteo Silvatico, italijanski botanik in enciklopedist (* 1285)
- Robert III. Artoiški, razlaščeni francoski plemič, angleški agent (* 1287)
- Tinibek, kan Zlate horde